# Aftensmad
|  | Sammenskrivningsforslag Artiklen Aftensmad er foreslået føjet ind i Måltid. (Siden august 2022) Diskutér forslaget |

 Der er for få eller ingen kildehenvisninger i denne artikel, hvilket er et problem. Du kan hjælpe ved at angive troværdige kilder til de påstande, som fremføres i artiklen.

Aftensmad er normalt det sidste måltid på dagen. I den vestlige verden er aftensmaden typisk dagens hovedmåltid. Aftensmaden kan bestå af en eller flere retter. I sociale sammenhænge vil aftensmaden ofte bestå have en forret, hovedret og dessert.
| Mad og drikke | Spire Denne artikel om mad og drikke er en spire som bør udbygges. Du er velkommen til at hjælpe Wikipedia ved at udvide den. |